# Газова вулиця (Київ)
Га́зова ву́лиця — вулиця в Солом'янському районі міста Києва, місцевість Новокараваєві дачі. Пролягає від вулиці Героїв Севастополя до Олекси Гірника вулиці.
Прилучається Попільнянська вулиця.

## Історія
Вулиця утворилася на початку 40-х років XX століття під назвою 214-та Нова (повноцінно забудована з кінця 1940-х років). Сучасна назва — з 1944 року, від прокладеної тут першої в Києві газової магістралі.

## Установи
В будинку № 10 міститься дитячий садок № 630.